# Ramanathapuram
Ramanathapuram (hindi: रामानाथपुरम) – miasto w Indiach, w stanie Tamilnadu, stolica dystryktu Ramanathapuram. W 2001 liczyło 61,976 mieszkańców.